# Moqueur ocellé
Toxostoma ocellatum
Espèce
Statut de conservation UICN

 LC  : Préoccupation mineure
Le Moqueur ocellé (Toxostoma ocellatum) est une espèce d'oiseaux de la famille des Mimidae.
Son aire s'étend à travers les forêts de pins et de chênes du centre-sud du Mexique.

## Liste des sous-espèces
Selon BioLib (26 juillet 2020) :
- sous-espèce Toxostoma ocellatum ocellatum (P. L. Sclater, 1862)
- sous-espèce Toxostoma ocellatum villai A. R. Phillips, 1986